# All-American Girl (série de televisão)
All-American Girl é uma série de televisão de comédia estadunidense estrelada por Margaret Cho. Foi transmitida originalmente pela ABC de 14 de setembro de 1994 a 15 de março de 1995. Cho interpreta Margaret Kim, a filha rebelde de um casal coreano-americano donos de uma livraria (Jodi Long e Clyde Kusatsu). O elenco da série ainda incluí BD Wong, como o irmão de Margaret e Amy Hill como sua excêntrica avó.
Apesar de ter sido a primeira série de televisão americana a ter todo o elenco principal formado por atores de ascendência asiática, recebeu muita críticas pelo seus personagens considerados estereotipados.
As participações especiais durante a execução do programa, incluem Oprah Winfrey, Jack Black, David Cross, Vicki Lawrence, Quentin Tarantino, Mariska Hargitay, Billy Burke e Garrett Wang.